# Афара, Хуан
Хуан Афара (исп. Juan Afara) — государственный и политический деятель Парагвая. С 15 августа 2013 года по 11 апреля 2018 года занимал должность вице-президента страны.

## Биография
Родился 19 августа 1960 года в парагвайском городе Санта-Роса, департамент Мисьонес. Окончил Технологический университет в городе Энкарнасьоне, специализация по диплому — эколог. В 1985 году был назначен на должность государственной службы в округе Томас Ромеро Перейра. Работал в этом округе до 2001 года, а в 2002 году выставил свою кандидатуру на пост губернатора Итапуа от партии Партия Колорадо.
С 15 августа 2008 по 19 октября 2012 года занимал должность губернатора Итапуа, а затем баллотировался в качестве кандидата на пост вице-президента страны. 15 августа 2013 года стал вице-президентом Парагвая, а его соратник по партии Колорадо Орасио Картеса был избран президентом государства.
Хуан Афара женат, у него в браке четверо детей. В 2015 году был награжден Орденом Бриллиантовой звезды президентом Китайской Республики Ма Инцзю за дипломатическую работу по развитию отношений двух стран.